# Liten kantrörsnattslända
Liten kantrörsnattslända (Crunoecia irrorata) är en nattslända som hör till familjen kantrörsnattsländor.

## Kännetecken
Denna förhållandevis lilla, brunaktiga nattslända har en vingbredd på 11 till 14 millimeter. Larven blir 5 till 7 millimeter lång och hör till de nattsländelarver som bygger ett skyddande hus. Huset är fyrkantigt till formen och har en längd på 7 till 8 millimeter. Det består av detritus (växtdelar), men även sandkorn kan ingå i uppbyggnaden.

## Utbredning
Denna nattslända förekommer i stora delar av Europa. I Sverige är den rödlistad som sårbar. Ett hot mot arten är att dess livsmiljöer, som främst är källor och källbäckar, på många håll har förstörs genom skogsbruk.

## Levnadssätt
Den lilla kantrörsnattsländan har en tvåårig livscykel. Larverna håller till i vattnet bland döda löv och mossa. Den tål en ganska bred variation i pH, men vill gärna ha ett högt vattenflöde och förekommer inte vid tillfälliga vatten.